# Stefano Fattori
Stefano Fattori (Verona, 26 febbraio 1972) è un dirigente sportivo ed ex calciatore italiano, di ruolo difensore.

## Carriera

### Giocatore
Cresciuto nell'Hellas Verona, la squadra della propria città, viene mandato per due anni a fare esperienza nelle categorie minori: nella stagione 1991-1992 è all'Alzano Virescit, neopromosso in Serie C2, mentre l'anno successivo gioca in prestito nella Salernitana, in Serie C1. Nel 1993 il nuovo allenatore degli scaligeri Bortolo Mutti lo integra nella rosa della prima squadra, con cui esordisce in Serie B e conquista la promozione in Serie A al termine del campionato 1995-1996. Resta in gialloblù anche nella stagione di Serie A, categoria in cui debutta l'8 settembre 1996 nella trasferta contro il Milan. A fine stagione conta 28 presenze, ma la formazione veneta retrocede in Serie B, e Fattori lascia Verona dopo 125 presenze di campionato con la maglia gialloblu.
L'anno successivo passa alla Reggiana, ma dopo 3 gare in Serie B passa al Torino dove milita per due stagioni conquistando la seconda promozione nella massima serie al termine del campionato di Serie B 1998-1999. Nel 1999 viene ceduto al Vicenza in cambio di Gustavo Méndez, sempre in Serie B; con i veneti ottiene la sua terza la promozione in Serie A. Dopo 2 partite nella massima serie, nel novembre 2000 fa ritorno al Torino, dove vince il campionato di Serie B 2000-2001. Con i granata gioca due campionati di Serie A, fino al 2003.
In scadenza di contratto, lascia il Torino per accasarsi al Piacenza, in Serie B. In Emilia gioca una sola stagione, prima di passare alla Ternana, sempre in Serie B, dove milita per due campionati.
Dopo la retrocessione degli umbri in Serie C1, è tra i giocatori messi fuori rosa dalla dirigenza, e in ottobre si trasferisce alla Sambonifacese, con cui conquista la promozione in Serie C2 e dove conclude la carriera nel 2009.
Complessivamente ha disputato 88 partite in Serie A.

### Dirigente
Dall'8 giugno 2009 al 2 luglio 2010 è stato team manager dell'Hellas Verona. Dal luglio 2013 fino a luglio 2015 è responsabile del settore giovanile del Sassuolo.
Il 2 maggio 2011 ha ottenuto la qualifica di direttore sportivo.
Nel 2016 diventa responsabile Scouting dell Udinese In Serie A, per poi passare all Atalanta nel 2017 sempre con ruolo di Scouting. 
Dalla stagione 2019/2020 lavora come coordinatore Scouting della Cremonese Calcio, poi del Cagliari e dal 2024 è osservatore in Italia del club tedesco dello Schalke 04

## Palmarès
- Campionato italiano di Serie B: 2

Vicenza: 1999-2000
Torino: 2000-2001